# Jacques Dugé de Bernonville
Jacques Dugé de Bernonville (ur. 20 grudnia 1897 r. w Paryżu, zm. 26 kwietnia 1972 r. w Brazylii) – książę, członek skrajnie prawicowej organizacji La Cagoule w okresie międzywojennym, wysoki oficer policji we Francji Vichy podczas II wojny światowej.
Pochodził z arystokratycznej rodziny. Był wychowywany przez jezuitów. Wstąpił do nielegalnej organizacji terrorystycznej La Cagoule. W 1938 r. został z tego powodu aresztowany na kilka miesięcy, ale w sytuacji nie udowodnienia winy wypuszczono go na wolność. 
Po najeździe Niemiec i klęsce Francji w czerwcu 1940 r., poparł marszałka Philippe’a Petaina i Francję Vichy. Został wysokim oficerem policji, a następnie wstąpił do Milicji Francuskiej Josepha Darnanda. Odpowiadał za schwytanie wielu członków ruchu oporu, z których większość zabito. Współpracował z Klausem Barbie we wprowadzaniu antysemickich przepisów i nadzorowaniu deportacji francuskich Żydów do hitlerowskich obozów koncentracyjnych. W maju 1943 r. współzakładał w Bordeaux wraz z mjr. André Besson-Rappem kolaboracyjną formację zbrojną pod nazwą Frankijski Korpus Francuski (Le Corps Franc Français). 
Po wyzwoleniu Francji przez wojska alianckie w sierpniu 1944 r., został oskarżony o zbrodnie wojenne, ale udało mu się zbiec w 1946 r. do USA. W tej sytuacji trybunał wojskowy w Tuluzie skazał go zaocznie na karę śmierci. Jacques Dugé de Bernonville poprzez Nowy Jork dostał się do Quebecu. Według części historyków pomógł mu duchowny katolicki Lionel Groulx. W Kanadzie do 1948 r. działał wśród nacjonalistów z Quebecu. Kiedy władze imigracyjne dowiedziały się o jego wojennej przeszłości, wszczęły procedurę deportowania go do Francji. W jego obronie w 1950 r. wystąpiły 143 osobistości z Quebecu, wysyłając petycję do rządu. Jednakże to nie pomogło, wobec czego J. Dugé de Bernonville wyjechał do Brazylii, gdzie zamieszkał w Rio de Janeiro. W 1954 r. władze francuskie wytropiły go, ale w sytuacji braku umowy o ekstradycję z Brazylią zrezygnowały z niej w 1957 r. Jacques Dugé de Bernonville został zabity w 1972 r. przez służącego jego syna.